# 在ラゴス日本総領事館
もしかして
- 在ラゴス日本国領事館

ではありませんか？